# Kibungo
Kibungo és una ciutat situada al districte de Ngoma de la província de l'Est, a la part meridional de Ruanda. Es troba al llarg de la principal carretera (B3) des de Kigali a Ruanda, fins a Nyakasanza, a Tanzània. Kibungo es troba aproximadament a 73 km per carretera al sud-est de Kigali, la capital de Ruanda.